# Comuna Åsele
Åsele (Åsele kommun) este o comună din comitatul Västerbottens län, Suedia, cu o populație de 2.875 locuitori (2013).

## Geografie

### Zone urbane
Lista celor mai mari zone urbane din comună (anul 2015) conform Biroului Central de Statistică al Suediei:
| Nr | Zona urbană | Pop.  |
| -- | ----------- | ----- |
| 1  | Åsele       | 1.706 |

## Demografie
| \| Evoluția demografică în comuna Åsele, 1970–2015 \| Evoluția demografică în comuna Åsele, 1970–2015 \| Evoluția demografică în comuna Åsele, 1970–2015 \| Evoluția demografică în comuna Åsele, 1970–2015 \| Evoluția demografică în comuna Åsele, 1970–2015 \| \| ----------------------------------------------------------------------------------------------------- \| ----------------------------------------------- \| ----------------------------------------------- \| ----------------------------------------------- \| ----------------------------------------------- \| \| An \| \| \| Locuitori \| \| \| 1970 \| 1970 \| \| 5297 \| 5297 \| \| 1975 \| 1975 \| \| 4895 \| 4895 \| \| 1980 \| 1980 \| \| 4719 \| 4719 \| \| 1985 \| 1985 \| \| 4342 \| 4342 \| \| 1990 \| 1990 \| \| 4114 \| 4114 \| \| 1995 \| 1995 \| \| 4012 \| 4012 \| \| 2000 \| 2000 \| \| 3624 \| 3624 \| \| 2005 \| 2005 \| \| 3322 \| 3322 \| \| 2010 \| 2010 \| \| 3039 \| 3039 \| \| 2015 \| 2015 \| \| 2832 \| 2832 \| \| Sursa: SCB - Statistika Centralbyrån, Folkmängd efter region, civilstånd, ålder och kön. År 1968–2016 \| \| \| \| \| |      |  |           |      |
| Evoluția demografică în comuna Åsele, 1970–2015 |      |  |           |      |
| An |      |  | Locuitori |      |
| 1970 | 1970 |  | 5297      | 5297 |
| 1975 | 1975 |  | 4895      | 4895 |
| 1980 | 1980 |  | 4719      | 4719 |
| 1985 | 1985 |  | 4342      | 4342 |
| 1990 | 1990 |  | 4114      | 4114 |
| 1995 | 1995 |  | 4012      | 4012 |
| 2000 | 2000 |  | 3624      | 3624 |
| 2005 | 2005 |  | 3322      | 3322 |
| 2010 | 2010 |  | 3039      | 3039 |
| 2015 | 2015 |  | 2832      | 2832 |
| Sursa: SCB - Statistika Centralbyrån, Folkmängd efter region, civilstånd, ålder och kön. År 1968–2016 |      |  |           |      |